# Association franco-ontarienne des ligues d'improvisation étudiantes
Vous êtes invité à donner votre avis sur cette page de discussion, de manière argumentée en vous aidant notamment des critères d’admissibilité ou en présentant des sources extérieures et sérieuses.  
Après avoir apposé le modèle {{Admissibilité}} sur une page, suivez les étapes expliquées sur Wikipédia:Débat d'admissibilité/Aide :
| 1. | Créez la page de débat d'admissibilité.                                                                      | Sauvegardez d’abord la page pour l’initialiser puis indiquez votre motivation.                                                             |
| 2. | Important : ajoutez une entrée dans la section Débat d'admissibilité du jour.                                | Utilisez ce texte : *{{L\|Association franco-ontarienne des ligues d'improvisation étudiantes}}                                            |
| 3. | Pensez à informer les contributeurs principaux de la page et les projets associés lorsque cela est possible. | Utilisez ce texte : {{subst:Avertissement débat d'admissibilité\|Association franco-ontarienne des ligues d'improvisation étudiantes}}~~~~ |

L’Association franco-ontarienne des ligues d'improvisation étudiantes (AFOLIE) est un tournoi d'improvisation théâtrale annuel franco-ontarien qui regroupe les équipes d'écoles francophones à travers tout l'Ontario. Ce tournoi se déroule dans l'une des écoles participantes.

## Historique
Le premier tournoi a été organisé en 1989 à l'École secondaire catholique Thériault de Timmins, par Carole Desforges. Cette année-là, huit écoles étaient présentes pour y participer. Le tournoi a depuis pris beaucoup d'envergure. En 2012, ce sont 32 équipes venues de tout l'Ontario qui ont pris part au tournoi.
En mai 2013, l'AFOLIE célébra ses 25 ans d'existence à l'école secondaire catholique de Plantagenet, dont l'équipe d'improvisation est Les Infutiles. Quelque 2 500 personnes provenant de 40 écoles franco-ontariennes ont participé et assisté aux 124 matchs. L'humoriste Julien Tremblay parraina cette 25e édition et une quinzaine d'artistes se sont produits à l'événement,.

## Récipiendaires passés
|      | Coupe Stanley (Division A)          | Coupe Calder (Division B)       | Coupe Mémorial (Division C)    | Coupe Canada (Division D)           |
| 2025 | É.S.C. Casselman                    | É.S.C. Plantagenet              | É.S.C. Le Relais               | É.S.C. Franco-Cité (Ottawa)         |
| 2024 | Escale                              | É.S.C. Plantagenet              | C.C. Franco-Ouest              | É.S.C. Saint-Charles-Garnier        |
| 2023 | É.S.C. Garneau                      | É.S.C. Béatrice-Desloges        | É.S.P. Le Sommet               | É.S.C Saint-François-Xavier         |
| 2022 | Tournoi annulé - COVID-19           | Tournoi annulé - COVID-19       | Tournoi annulé - COVID-19      | Tournoi annulé - COVID-19           |
| 2021 | Tournoi annulé - COVID-19           | Tournoi annulé - COVID-19       | Tournoi annulé - COVID-19      | Tournoi annulé - COVID-19           |
| 2020 | Tournoi annulé - COVID-19           | Tournoi annulé - COVID-19       | Tournoi annulé - COVID-19      | Tournoi annulé - COVID-19           |
| 2019 | É.S. Roméo-Dallaire                 | É.S.C. Garneau                  | É.S.C. régionale de Hawkesbury | Académie catholique Ange-Gabriel    |
| 2018 | C.C. Franco-Ouest                   | É.S.C. Le Relais                | É.S.C Jean Vanier              | É.S.C. L'Escale                     |
| 2017 | É.S.P. Le Sommet                    | É.S.C. Garneau                  | É.S.C Renaissance              | É.S.C. de Plantagenet               |
| 2016 | É.S.P. Roméo-Dallaire               | C.C. Samuel-Genest              | É.S.C. Franco-Cité             | É.S.C. Renaissance                  |
| 2015 | É.S.C. de Plantagenet               | C.C. Franco-Ouest               | É.S.C. L'Escale                | É.S.C. Jean-Vanier                  |
| 2014 | É.S.C. régionale de Hawkesbury      | É.S.C. de Casselman             | É.S.C. Béatrice-Desloges       | Académie Ange-Gabriel               |
| 2013 | É.S.C. l'Escale                     | É.S.C. de Hearst                | É.S.C. Saint-Charles-Garnier   | Équipe Amalgame                     |
| 2012 | É.S.C. Garneau                      | É.S.C. l'Escale                 | É.S.C. Jean-Vanier             | É.S.C. Franco-Cité (Sturgeon-Falls) |
| 2011 | É.S.C. Franco-Cité (Sturgeon-Falls) | Académie catholique Mère-Teresa | É.S.C Sainte-Famille           | É.S.C. E.J. Lajeunesse              |
| 2010 | É.S.P. Louis-Riel                   | Académie catholique Mère-Teresa | É.S.C. de Plantagenet          | Collège catholique Franco-Ouest     |
| 2009 | É.S.C. Plantagenet                  | É.S.P. Louis-Riel               | É.S.P. De La Salle             | É.S.C. Renaissance                  |
| 2008 | É.S.C. de Hearst                    | É.S. Franco-Cité                | É.S.C. de Plantagenet          | É.S.C. Franco-Cité                  |
| 2007 | É.S.C. Plantagenet                  | É.S.P. Gisèle-Lalonde           | É.S.C. de Casselman            | C.C. Franco-Ouest                   |
| 2006 | É.S.C. l'Escale                     | É.S.C. Plantagenet              | ?                              | ?                                   |
| 2005 | É.S.C. Garneau                      | É.S.C. Sainte-Marie             | ?                              | É.S.C. Embrun                       |
| 2004 | É.S.P. De La Salle                  | É.S.C. l'Escale                 | ?                              | É.S.C. Jeunesse-Nord                |
| 2003 | É.S.C. Béatrice-Desloges            | É.S.P. Louis-Riel               | ?                              | É.S.C. Jean-Vanier                  |
| 2002 | É.S.C. Embrun                       | ?                               | ?                              | ?                                   |
| 2001 | É.S.C. Béatrice-Desloges            | ?                               | ?                              | ?                                   |
| 2000 | É.S.P. De La Salle                  | ?                               | ?                              | ?                                   |
| 1999 | É.S.C. Garneau                      | ?                               | ?                              | ?                                   |
| 1998 | É.S.C. l'Escale                     | É.S.C. de Casselman             | ?                              | ?                                   |
| 1997 | É.S.C. de Casselman                 | É.S.C. Sainte-Marie             | ?                              | ?                                   |
| 1996 | É.S.C. Garneau                      | É.S.C. Embrun                   | ?                              | ?                                   |
| 1995 | É.S.C. régionale de Hawkesbury      | É.S.C. l'Escale                 | ?                              | ?                                   |
| 1994 | É.S.C. de Casselman                 | ?                               | ?                              | ?                                   |
| 1993 | C.C. Samuel-Genest                  | ?                               | ?                              | ?                                   |
| 1992 | C.C. Samuel-Genest                  | ?                               | ?                              | ?                                   |
| 1991 | C.C. Samuel-Genest                  | ?                               | ?                              | ?                                   |
| 1990 | É.S.C. de Plantagenet               | ?                               | ?                              | ?                                   |
| 1989 | É.S.P. Louis-Riel                   | ?                               | ?                              | ?                                   |

## Arbitres
Les arbitres lors de l'édition 2013 de l'AFOLIE:
- Martin Laporte, arbitre en chef
- Vincent Poirier
- Jean Fournier
- Louis-Phillipe Dion
- Michel Sauvé
- Olivier Nadon
- Nadia Campbell
- Michel Blais
- Patrik Guillotte

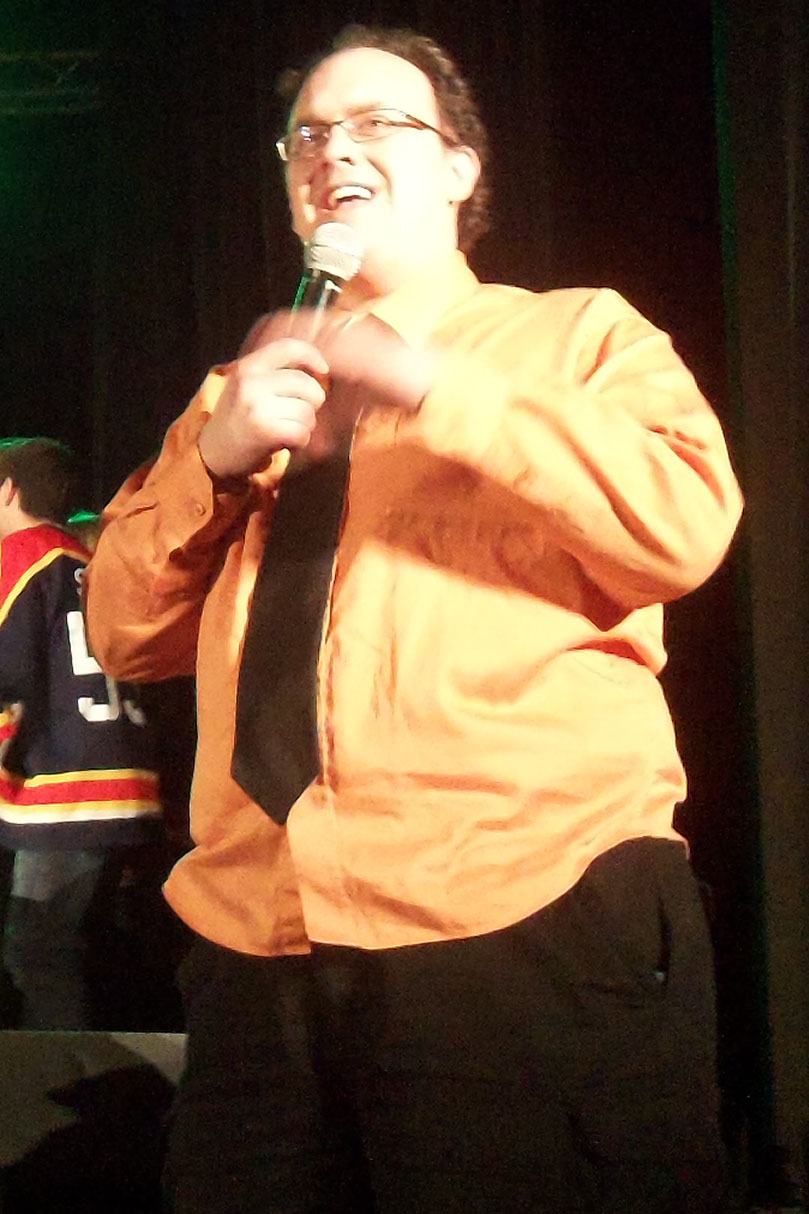
Martin Laporte au tournoi l'AFOLIE 2013.

Arbitres lors de précédentes éditions du tournoi:
- Cynthia Bergeron
- Jérôme Carrière
- Sophie Caron